# باولو هيويت
باولو هيويت (بالإنجليزية: Paolo Hewitt)‏ هو ناقد موسيقي وصحفي بريطاني، ولد في 11 يوليو 1958 في Redhill, Surrey ‏ في المملكة المتحدة.

## وصلات خارجية
- باولو هيويت على موقع ميوزك برينز (الإنجليزية)